# Барановский, Василий Николаевич
Васи́лий Никола́евич Барано́вский (4 марта 1917, Тула — 1995, Ростов-на-Дону) — советский государственный и партийный деятель, 1-й секретарь Таганрогского горкома КПСС (1964—1966), председатель таганрогского городского Совета депутатов трудящихся (1963—1964).

## Биография
Родился 4 марта 1917 года в Туле.
Окончил 7 классов таганрогской школы № 15 и вечернее отделение Таганрогского авиационного техникума.
Работал техником-нормировщиком на заводе Сталина с 1931 по 1934 и с 1935 по 1939 год. С 1934 по 1935 и с 1935 по 1939 год служил в армии. С 1945 по 1952 год работал инструктором по физвопитанию, старшим мастером РУ № 2.
С 1952 года на партийной работе. Инструктор, заведующий промышленно-транспортным отделом в райкоме КПСС, секретарь парткома завода «Красный гидропресс», первый секретарь Октябрьского райкома КПСС Таганрога.
С 1964 по 1966 год работал 1-м секретарём Таганрогского горкома КПСС.
С 1966 года председатель Ростовского облсовета. С 1969 по 1979 год работал председателем областного совета профсоюзов.
После выхода на пенсию — заместитель председателя областного совета ветеранов войны и труда (1987).

## Государственные награды
- Три ордена Трудового Красного Знамени
- Орден «Знак Почёта»
- Орден Дружбы
- Медали